# Giovan Battista Boncori

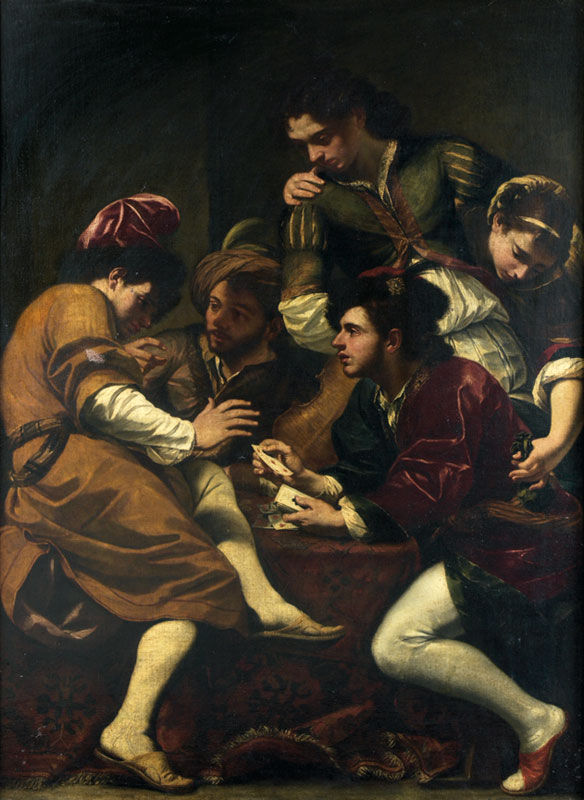
La parábola del hijo pródigo o Los jugadores de cartas, hacia 1670, óleo sobre lienzo, 194 x 146 cm. Colección particular.

Giovan Battista Boncori (Campli 1643 - Roma 1699), fue un pintor barroco italiano, primer rector y príncipe de la Academia de San Lucas.

## Datos biográficos
Boncori se formó artísticamente en Lombardía, Parma, Venecia, Ferrara y finalmente en Cento, donde pudo estudiar de cerca el trabajo de Guercino.
Estuvo activo principalmente en Roma, donde realizó algunos frescos para la Basílica de los Santos Ambrosio y Carlos en el Corso. En 1678 fue admitido en la Academia de San Lucas, de la que fue elegido primer rector en 1679 y más adelante, en 1698, príncipe. Boncori escogió como su vicario a Carlo Maratta, quien le sucedería pocos meses más tarde a causa de su temprana muerte.